# ماريا فاسيليو
ماريا فاسيليو (باليونانية: Μαρία Βασιλείου)‏ هي ممثلة يونانية، ولدت في 16 سبتمبر 1950 بلندن في المملكة المتحدة، وتوفيت بنفس المكان في 5 يوليو 1989.

## وصلات خارجية
- ماريا فاسيليو على موقع IMDb (الإنجليزية)
- ماريا فاسيليو على موقع ألو سيني (الفرنسية)
- ماريا فاسيليو على موقع قاعدة بيانات الفيلم (الإنجليزية)
- ماريا فاسيليو على موقع كينوبويسك (الروسية)